# Belted, Buckled and Booted
Belted, Buckled and Booted è un EP della Sleaze/Glam metal band, Faster Pussycat, uscito nel 1992 per l'Etichetta discografica Elektra Records.

## Tracce
1. Nonstop to Nowhere
2. Too Tight
3. Charge Me Up
4. You're So Vain (Carly Simon cover)

## Formazione
- Taime Downe - voce
- Greg Steele - chitarra
- Brent Muscat - chitarra
- Eric Stacy - basso
- Brett Bradshaw - batteria